# Metastelma atrovirens
Metastelma atrovirens är en oleanderväxtart som beskrevs av Henry Hurd Rusby. Metastelma atrovirens ingår i släktet Metastelma och familjen oleanderväxter. Inga underarter finns listade i Catalogue of Life.